# Xã Sturgeon, Quận St. Louis, Minnesota
Xã Sturgeon (tiếng Anh: Sturgeon Township) là một xã thuộc quận St. Louis, tiểu bang Minnesota, Hoa Kỳ. Năm 2010, dân số của xã này là 140 người.